# Vaporetto

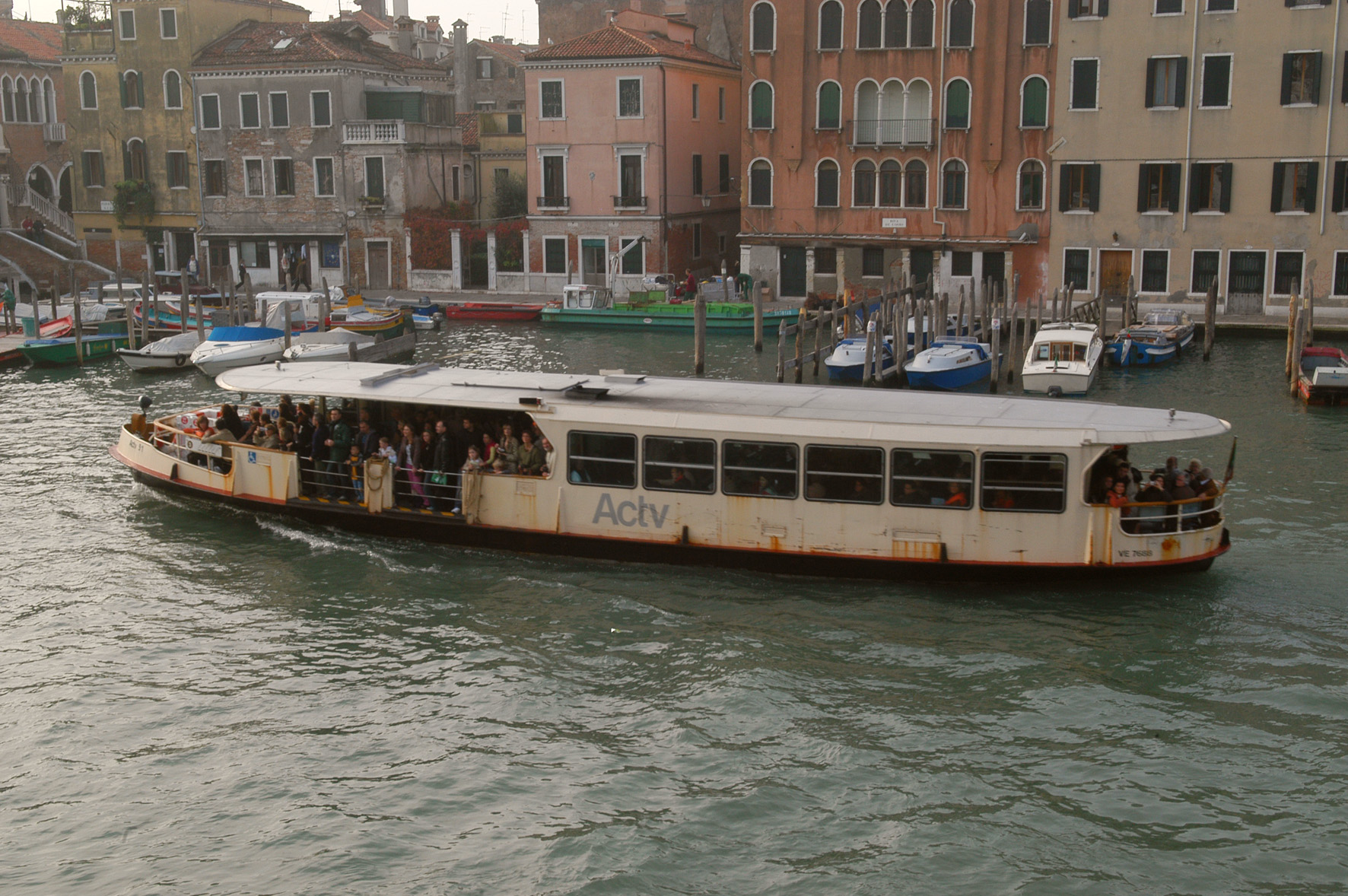
Vaporetto

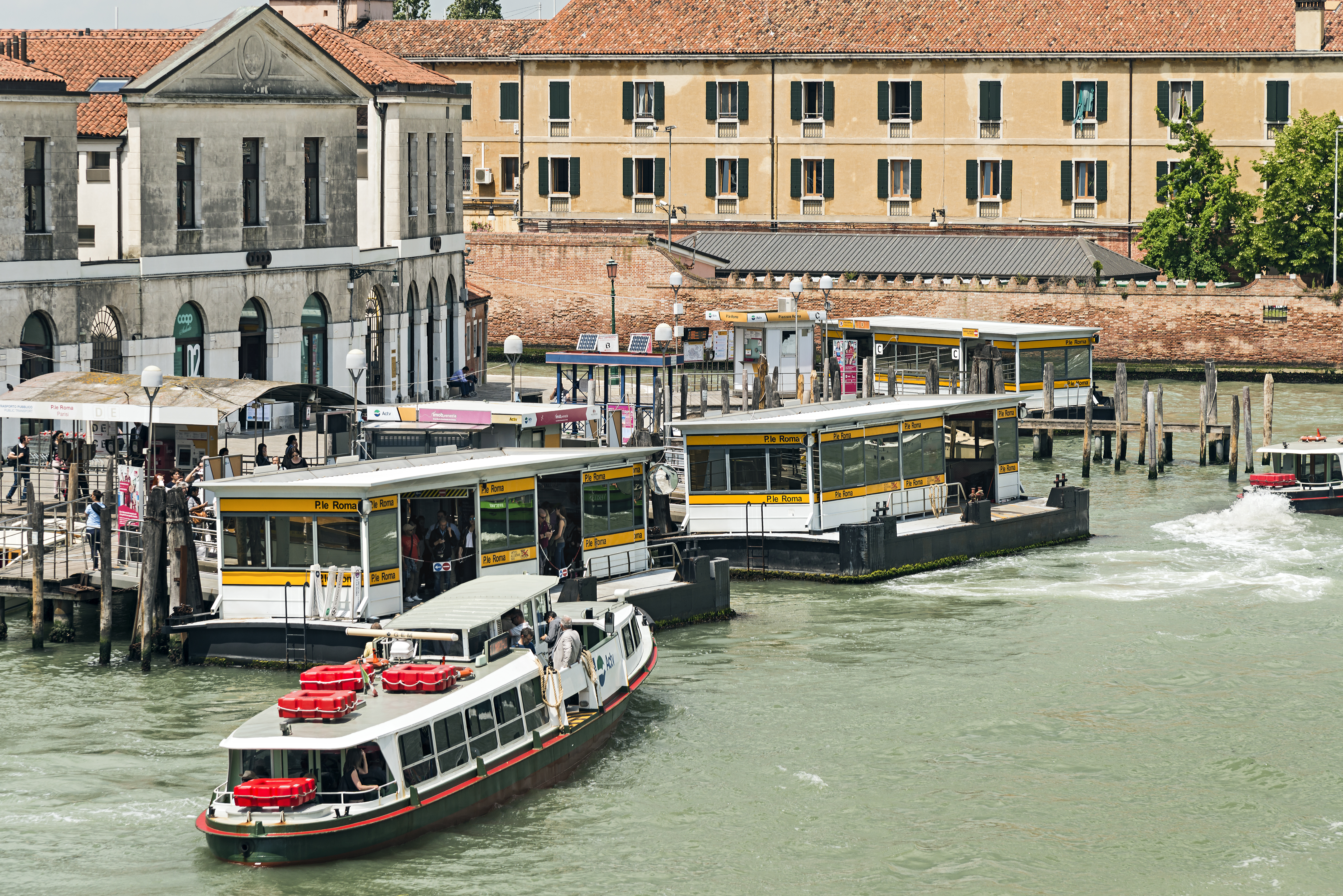
Vaporetto în Veneţia

Un vaporetto este un vaporaș ce efectuează serviciul de transport local din Veneția (Italia). Există 19 linii care îi deservesc pe locuitorii din Veneția și fac legătura între Veneția și insulele din apropiere precum Murano și Lido.
Numele vaporetto poate fi tradus ca "vaporaș" și se referă la navele cu utilizări similare din trecut, care funcționau pe bază de aburi. Localnicii obișnuiesc să numească vaporetto Batèo. Linia acvatică este operată de Azienda del Consorzio Trasporti Veneziano (Actv), sistemul de transport public venețian. Sistemul este necesar în Veneția deoarece canalele adânci împiedică construirea de căi ferate subterane și nu există spațiu pentru trenuri supraterane, lăsând canalele ca singurul sistem viabil de transport rapid. Cele mai multe vaporetti au acces pentru persoanele cu handicap.
El este un serviciu cu un program de 24 de ore, având o frecvență ce variază în funcție de linie. Linia 1 circulă pe Canal Grande. Mai multe linii funcționează doar în sezonul de vară, din aprilie până în octombrie.
ACTV vinde permise de 12, 24, 36, 48 și 72 de ore, precum și bilete de o singură călătorie și permise de 7 zile.
În Genova și în zonele învecinate, un sistem de transport maritim pentru servicii regulate și turistice este uneori numit "vaporetto".